# كافيكو
كافيكو KaWeCo شركة لإنتاج أدوات الكتابة في مدينة هايدلبرغ.

## كافيكو KaWeCo
نشأت كافيكو عن «شركة هايدلبرغ لأقلام الحبر» التي تأسست عام 1883، حيث قام بتطويرها التاجران، هاينريش كوخ (Heinrich Koch) ورودولف فيبر (Rudolph Weber)، في نهاية القرن المذكور وغيرا اسمها إلى «شركة هايدلبرغ لأقلام الحبر، كوخ وفيبر وشركائهما»، الأمر الذي أدى في نهاية الأمر لأن تصبح مدينة هايدلبرغ مركزاً لصناعة أقلام الحبر فيما بعد. وقد بدأ الإنتاج بماركة كافيكو (Kaweco) وبركيو (Perkeo)، وكانت الريش اللازمة تُستورد في بداية الأمر من أمريكا من مورتون) (Morton.

## الإنتاج
تتميز أقلام الحبر بأمانتها، فريشها مخفية في جسم القلم ويجب تدويرها إلى الخارج من أجل الكتابة ثم تدويرها إلى الداخل بعد الانتهاء منها. لعل شركة كافيكو (Kaweco) هي الشركة الألمانية الأولى التي بدأت بإنتاج هذا النظام. يتضمن البرنامج الإنتاجي لشركة كافيكو (Kaweco)، إلى جانب ريش الكتابة، عدداً وافراً من أقلام الحبر، وأقلام الرصاص القابلة للتعبئة، والحبر، والمحابر، والمحافظ الجلدية، إضافة إلى القلم الأنيبي المصنوع من اللباد والقلم ذو الرأس الزجاجي الأسطواني، وهما الأولان من نوعهما.

## لمحة تاريخية
بدأت شركة «كافيكوKaweco /» بعد الحرب العالمية الأولى بنجاح في تطوير إنتاجها الخاص بريش أقلام الحبر المصنوعة من الذهب بغية الاستقلال عن السوق الأمريكية. وقد سبب كساد عشرينيات القرن الماضي، صعوبات عانت منها المؤسسة التي كانت تعمل في تلك الفترة كشركة مساهمة. وفشلت محاولات الإصلاح التي تم اتخاذها عام 1928 لعدم تمكن الشركة من تأمين رأس المال اللازم، مما دفع الشركة للإعلان عن إفلاسها عام 1929، رغم أن سجل الطلبيات كان مكتظاً وعدد العاملين فيها يبلغ (200).
تم استلام الشركة في آب 1929 من شركة „Badischen Füllfederfabrik Worringen und Grube“
في فيزلوخ (Wiesloch)القريبة من هايدلبرغ. ومن المرجح أن تكون شركة «كافيكوKaweco /» أول منتج ألماني استخدم طريقة السكب بالحقن. وتم في الثلاثينات من القرن الفائت إنتاج أول قلم حبر بمكبس، وتم تسويقه تحت أسماء شتى، مثل ديا (Dia)، إيليته (Elite)، كاديت (Kadett)، كارات (Carat) وشبورت (Sport). كانت كافيكو (Kaweco) تزود التجارة المحددة وسوق الدعاية لتجارة الجملة في ألمانيا وتصدر بضاعتها عن طريق وكالات شركات أجنبية متعددة. وقد أمكن الحفاظ على الإنتاج بدرجة محدودة أثناء الحرب العالمية الثانية.
في عام 1947 عادت الشركة إلى عملها بصورة كاملة، وتمكنت عام 1950 - برئاسة فريدريك غروبه (Friedrich Grube) وأولاده، وبصفة خاصة من خلال تحسين رعاية العلاقات الخارجية – من تشغيل 230 عاملاً، فاستعادت بذلك وضعها الذي كانت عليه قبل الحرب تقريباً. توفي فريدريك غروبه عام 1960 عن عمر يناهز 63 عاماً. تابع أبناؤه وأرملته العمل في الشركة، ولكنهم لم يتمكنوا من إيقاف انحدارها التدريجي. ذلك أن الشركة أخذت تنتج بضاعتها بأسلوب يتماشى مع الذوق السائد، فأتت بأشكال لا تختلف عما هو مطروح في الأسواق، وكانت الريش أحياناً مغطاة، وأصبحت عائدات الشركة في المجال المتوسط للأسعار تعتمد بصورة رئيسية على مبيعاتها لنموذج (شبورت/ Sport). وفي عام 1970 رأت الشركة نفسها مرغمة على إيقاف إنتاجها.
استطاع عدد من أفراد عائلة غروبه من الاستحواذ على الأسماء والآلات والامتياز، والقيام مجدداً مع بعض العاملين بإعادة الإنتاج. تمكنت الشركة عام 1972 من طرح موديل شبورت (Sport)في الأولمبياد التي أقيمت في مدينة ميونيخ، وذلك على شكل قطعة معدنية مخصصة للأولمبياد. وقد أرسلت آخر نسخة مطورة لموديل شبورت (Sport) كباترونات حبر إلى مؤسسة البريد الألماني الإتحادي وغيره من المؤسسات بهدف الدعاية. وقد اضطرت كافيكو (Kaweco) عام 1981 لإيقاف إنتاجها بصورة نهائية.
تمكنت شركة h & m gutberlet GmbH عام 1995 من الحصول على حق استخدام اسم كافيكو (Kaweco)، وتم في الوقت نفسه تطوير سلسلة المنتج «شبورت/ Sport» على غرار النموذج الأصلي لثلاثينيات القرن العشرين. وتم كسب شركة ديبلومات (Diplomat)كشريك في عملية التسويق الدولي، غير أن شركة ديبلومات تم شرائها في نهاية عام 1990 من قبل شركة هرليتس (Herlitz). ومنذ ذلك الحين، وشركة h & m gutberlet GmbH تحاول تطوير شبكة تسويق.

## الفروع
لقد ظهرت شركة كافيكو (Kaweco) مجدداً في ألمانيا، والنمسا، وإسبانيا، وانكلترا، وبلجيكا/ لوكسمبورغ، والسويد، والولايات المتحدة الأمريكية، وأستراليا، واليابان، وكوريا، وهونكونغ/ ماكاو. ويتم التحضير حالياً لتأسيس فروع لها في دول أخرى.
وقد تم طرح المجموعات "كافيكو شبورت/Kaweco Sport"، "كافيكو ديا/ Daweco Dia"، "كافيكو اليته/Kaweco Elite "، كافيكو استودنت/Kaweco Student "، "كافيكو ليليبوت/Kaweco Liliput "، في الأسواق بنجاح بإسلوب يحافظ على التقليد المديد لشركة "كافيكو/Kaweco ".

## وصلات خارجية
- الموقع الرسمي